# Primera División 1957 (Uruguay)
Het seizoen 1957 van de Primera División was het 53e seizoen van de hoogste Uruguayaanse voetbalcompetitie. Het seizoen liep van september tot december 1957.

## Teams
Er namen tien ploegen deel aan de Primera División tijdens het seizoen 1957. Negen ploegen wisten zich vorig seizoen te handhaven en één ploeg promoveerde vanuit de Primera B: CA Fénix kwam in de plaats van het gedegradeerde IA Sud América.
| Club                      | Stad       | Stadion                             | Vorig seizoen |
| ------------------------- | ---------- | ----------------------------------- | ------------- |
| CA Cerro                  | Montevideo | Parque Demetrio Arana               | 3e            |
| Danubio FC                | Montevideo | Estadio Jardines del Hipódromo      | 8e            |
| CA Defensor               | Montevideo | Parque Rodó                         | 4e            |
| CA Fénix                  | Montevideo | Estadio Parque Capurro              | 1e (1ª B)     |
| Liverpool FC              | Montevideo | Estadio Belvedere                   | 6e            |
| Montevideo Wanderers FC   | Montevideo | Estadio Parque Alfredo Víctor Viera | 5e            |
| Club Nacional de Football | Montevideo | Estadio Centenario                  | 1e            |
| CA Peñarol                | Montevideo | Estadio Centenario                  | 2e            |
| Rampla Juniors FC         | Montevideo | Parque Nelson                       | 7e            |
| Racing Club de Montevideo | Montevideo | Estadio Parque Osvaldo Roberto      | 9e            |

## Competitie-opzet
Alle clubs speelden tweemaal tegen elkaar. De ploeg met de meeste punten werd kampioen. De ploeg die laatste werd degradeerde naar de Primera B.

### Kwalificatie voor internationale toernooien
De winnaar van de competitie plaatste zich voor de Copa Ricardo Aldao (afgekort tot Copa Aldao). Deze beker werd betwist tussen de landskampioenen van Argentinië en Uruguay om zo te bepalen wie zich de beste Rioplatensische ploeg zou mogen noemen. Het zou de laatste keer worden dat de Copa Aldao zou worden betwist.

### Torneo Competencia en Torneo de Honor
Voorafgaand aan het seizoen werd het Torneo Competencia gespeeld tussen de ploegen in de Primera División. Dit toernooi werd gewonnen door CA Peñarol. Ook werd er gestreden om het Torneo de Honor. Deze prijs werd uitgereikt aan de ploeg die het beste presteerde in het Torneo Competencia en in de eerste seizoenshelft van de Primera División.

### Eerste seizoenshelft
Behalve titelverdediger Club Nacional de Football en CA Peñarol slaagde ook Rampla Juniors FC erin om tijdens de eerste drie weken een overwinning te behalen. In de vierde speelronde won Rampla Juniors ook van Peñarol en omdat Nacional een week later verloor van promovendus CA Fénix bleef Rampla Juniors over als enige ongeslagen ploeg. Die status behielden ze ook na de zesde speelronde waarin ze de punten deelden met Nacional.
In de zevende speelronde behaalde Rampla Juniors voor de derde achtereenvolgende keer een remise. Hierdoor kon Nacional, dat won van Montevideo Wanderers FC, weer op gelijke hoogte komen. Een week later slaagde Montevideo Wanderers er wel in om Rampla Juniors voor het eerst dit seizoen een nederlaag toe te brengen. In diezelfde speelronde won Nacional de Superclásico tegen Peñarol met 2–0. Hierdoor werd Nacional opnieuw koploper en verzekerden ze zich bovendien van de eindoverwinning in het Torneo de Honor.
Tijdens de negende speelronde won Fénix ook van Rampla Juniors. Hierdoor kon Nacional hun voorsprong vergroten tot vier punten. Halverwege de competitie deelden CA Defensor en Fénix de derde plaats met allebei vijf punten minder dan Nacional. Peñarol had al vijf keer verloren en stond slechts zesde. Liverpool FC bezette de laatste plaats met vijf punten, tien minder dan Nacional.

### Tweede seizoenshelft
Hoewel Nacional in het begin van de terugronde enkele punten liet liggen (remises tegen Liverpool en Racing Club de Montevideo) deden de andere ploegen dat minstens even veel, waardoor Nacional op twee derde van de competitie een voorsprong had van zes punten op CA Cerro en Rampla Juniors.
In de drie daaropvolgende wedstrijden verloren ze echter twee keer: zowel van Defensor als van Rampla Juniors. Peñarol had zich juist herpakt in de tweede competitiehelft: ze hadden nog niet verloren en waren Nacional begin december genaderd tot op drie punten, met even zo veel wedstrijden te spelen. In de zestiende speelronde speelde Nacional gelijk tegen Montevideo Wanderers, waardoor Peñarol wederom een punt kon inlopen. Ook in de strijd tegen degradatie was nog alles mogelijk; op Defensor (derde) na stonden de zeven overige ploegen binnen twee punten van elkaar.
Op 22 december stonden Nacional en Peñarol tegenover elkaar. Als Peñarol zou winnen, dan zouden beide ploegen als gedeeld koploper de laatste speelronde ingaan, maar bij winst voor Nacional zou de titelstrijd al beslist zijn. De wedstrijd werd ontsierd door een opstootje in de dertiende minuut waarbij vrijwel alle spelers betrokken waren. Nadat de wedstrijd zo'n tien minuten had stilgelegen stuurde de scheidsrechter twee spelers van beide ploegen van het veld. Het negental van Nacional kwam daarna als eerste op voorsprong. De negen van Peñarol wisten dit om te buigen, daarna kwam Nacional weer voor en ten slotte eindigde het in een 3–3 gelijkspel.
Door dit onderlinge gelijkspel bleef Nacional aan de leiding en ze verzekerden zich een week later van de titel door de punten te delen met Danubio FC. Het was de vijfentwintigste keer dat ze landskampioen werden. De strijd tegen degradatie ging op de slotdag nog tussen vier clubs; Cerro, Fénix en Rampla Juniors hadden zich tijdens de een-na-laatste speelronde veilig weten te spelen. Liverpool en Montevideo Wanderers hadden de slechtste papieren, maar Liverpool versloeg Peñarol en Montevideo Wanderers won met 4–0 van Racing Club de Montevideo. Door het gelijke spel van Danubio tegen Nacional betekende dit dat de rode lantaarn voor Racing was. Voor de Cerveceros kwam hierdoor een einde aan een tweejarig verblijf op het hoogste niveau.
Nacional werd uiteindelijk kampioen met 24 punten uit achttien wedstrijden. Zij behaalden deze derde achtereenvolgende titel met het laagste aantal punten per wedstrijd voor een kampioen tot dan toe. Het was echter ook van 1943 geleden dat een ploeg driemaal op rij kampioen kon worden. Achter Peñarol en Defensor eindigde promovendus Fénix als vierde. Hierdoor kwalificeerden zij zich voor het eerst voor het Torneo Cuadrangular.

### Eindstand
|     | Club                      | Sp. | W | G | V | Pnt. | DV | DT | DS  |
| --- | ------------------------- | --- | - | - | - | ---- | -- | -- | --- |
| 01. | Club Nacional de Football | 18  | 9 | 6 | 3 | 24   | 30 | 14 | +16 |
| 2.  | CA Peñarol                | 18  | 9 | 3 | 6 | 21   | 39 | 34 | +5  |
| 3.  | CA Defensor               | 18  | 8 | 4 | 6 | 20   | 41 | 33 | +8  |
| 4.  | CA Fénix                  | 18  | 8 | 3 | 7 | 19   | 31 | 33 | –2  |
| 5.  | CA Cerro                  | 18  | 7 | 3 | 8 | 17   | 35 | 40 | –5  |
| 6.  | Danubio FC                | 18  | 5 | 6 | 7 | 16   | 22 | 22 | 0   |
| 7.  | Montevideo Wanderers FC   | 18  | 5 | 6 | 7 | 16   | 23 | 24 | –1  |
| 8.  | Liverpool FC              | 18  | 7 | 2 | 9 | 16   | 25 | 29 | –4  |
| 9.  | Rampla Juniors FC         | 18  | 5 | 6 | 7 | 16   | 26 | 32 | –6  |
| 10. | Racing Club de Montevideo | 18  | 5 | 5 | 8 | 15   | 21 | 32 | –11 |

### Legenda
| Kleur | Kwalificatie voor              |
| ----- | ------------------------------ |
|       | Copa Aldao 1957                |
|       | Degradatie naar Primera B 1958 |

| Winnaar Primera División 1957       |
| ----------------------------------- |
| Club Nacional de Football 25e titel |

#### Topscorers
Walter Hernández van CA Defensor werd topscorer van de competitie met zestien doelpunten. Defensor was ook de meestscorende ploeg (41 treffers). Het was voor het eerst sinds 1932 dat een andere ploeg dan Peñarol of Nacional het meeste had gescoord.
| №  | Speler           | Club        | Goals |
| -- | ---------------- | ----------- | ----- |
| 1. | Walter Hernández | CA Defensor | 16    |

1900 · 1901 · 1902 · 1903 · 1904 · 1905 · 1906 · 1907 · 1908 · 1909 · 1910 · 1911 · 1912 · 1913 · 1914 · 1915 · 1916 · 1917 · 1918 · 1919 · 1920 · 1921 · 1922 · 1923 · 1924 · 1925 · 1926 · 1927 · 1928 · 1929 · 1930 · 1931 · 1932 · 1933 · 1934 · 1935 · 1936 · 1937 · 1938 · 1939 · 1940 · 1941 · 1942 · 1943 · 1944 · 1945 · 1946 · 1947 · 1948 · 1949 · 1950 · 1951 · 1952 · 1953 · 1954 · 1955 · 1956 · 1957 · 1958 · 1959 · 1960 · 1961 · 1962 · 1963 · 1964 · 1965 · 1966 · 1967 · 1968 · 1969 · 1970 · 1971 · 1972 · 1973 · 1974 · 1975 · 1976 · 1977 · 1978 · 1979 · 1980 · 1981 · 1982 · 1983 · 1984 · 1985 · 1986 · 1987 · 1988 · 1989 · 1990 · 1991 · 1992 · 1993 · 1994 · 1995 · 1996 · 1997 · 1998 · 1999 · 2000 · 2001 · 2002 · 2003 ·  2004 · 2005 · 2005/06 · 2006/07 · 2007/08 · 2008/09 · 2009/10 · 2010/11 ·  2011/12 · 2012/13 · 2013/14 · 2014/15 · 2015/16 · 2016 · 2017 · 2018 · 2019 · 2020 · 2021 · 2022 · 2023